# Quatuors à cordes de Rachmaninov
Les deux quatuors à cordes de Rachmaninov sont des œuvres de jeunesse du compositeur laissées tous deux inachevées. Pour Bernard Fournier, Rachmaninov aurait eu l'« intuition que le quatuor ne correspondait pas à l'expression, pour lui nécessaire, d'un pathos personnel », ce qui expliquerait l'inachèvement des partitions.

## Premier quatuor
Composé en 1889 à l'âge de 16 ans. Il comporte deux mouvements.
- 1. Romance: Andante expressivo en sol mineur

Le lyrisme du mouvement est marqué dès les plaintes du début jouées en sourdine. Dans la seconde partie, les pizzicatos du violoncelle, puis les trémolos des archets peuvent évoquer les sons pincés de la domra ou la balalaïka.
- 2. Scherzo: Allegro en ré majeur

Mélodie simple sous forme de comptine en deux sections couplet/refrain. Puis le chant mélancolique du violoncelle est ponctué par les soupirs des archets avant que la coda ne retourne à la comptine évoquant les rêves enfant.

## Deuxième quatuor
Composé en 1896 et révisé entre 1910 et 1913, il comporte également deux mouvements. Il a été créé en octobre 1945 par le quatuor Beethoven.
L'ensemble de l'œuvre est dominé par les sonorités graves étant donné le rôle essentiel donné au violoncelle.
- 1. Allegro moderato en sol mineur

Le mouvement est doté d'un thème unique présenté trois fois avec des transitions effectuées par des grands accords en jouant sur la dualité mineur/majeur
- 2. Andante molto sostenudo en ut mineur

Une belle découverte selon Danielle Ribouillault. Véritable lamento dont le thème est présenté d'abord au violoncelle avec les entrées successives de l'alto, du second violon, puis du premier violon. L'impression est celle d'une marche funèbre, voire d'une marche au supplice. Le compositeur fait preuve d'une grande maîtrise polyphonique et l'usage des dissonances est guidé par l'émotion d'intensité croissante. Le mouvement se termine pianissimo dans un climat de tombeau.

## Discographie
Quatuor Élysée, éditions Ligia, 2011